# Вербовка (Голованевский район)
Вербовка (укр. Вербівка) — село в Подвысоцкой сельской общине Голованевского района Кировоградской области Украины.
До 2020 года входило в Новоархангельский район
Население по переписи 2001 года составляло 102 человека. Почтовый индекс — 26134. Телефонный код — 5255. Код КОАТУУ — 3523688503.